# Genea longipalpis
Genea longipalpis är en tvåvingeart som först beskrevs av Wulp 1890.  Genea longipalpis ingår i släktet Genea och familjen parasitflugor. Inga underarter finns listade i Catalogue of Life.